# 奥尔登堡体能锻炼俱乐部
奥尔登堡体能锻炼俱乐部注册协会（德語：Verein für Leibesübungen Oldenburg e.V.，简称VfL奥尔登堡）是设于德国下萨克森州城市奥尔登堡的一个体育俱乐部，始建于1894年9月21日。自2010年起，该俱乐部共划分为10个体育部门：足球、手球、美式足球、羽毛球、康复运动/体操、田径、跳球、舞蹈、器械体操、摔跤和排球。俱乐部的主色调为绿白色，现时拥有约2000名会员。